# Pina (film 2022)
Pina è un cortometraggio animato belga del 2022 diretto da Giuseppe Accardo e Jérémy Depuydt.

## Trama
Alla fine del XIX secolo, in un villaggio di campagna siciliano, la giovane Pina ha il potere di rigenerare la terra. Ad ogni raccolto, i mafiosi senza scrupoli saccheggiano il villaggio seminando il terrore. L'incontro di Pina con il capo della mafia getterà il villaggio in un'era di carestia, mettendo in pericolo il destino dell'intero paese.

## Produzione
Il film è stato prodotto da Next Days Films in coproduzione con Punchline Cinema.

## Distribuzione
Il film è stato distribuito nel 2022.

## Riconoscimenti
- Brussels International Short Film Festival - Grand Prix (Academy® Qualifying)
- Anima Brussels - Grand Prix per il miglior cortometraggio della Federazione Vallonia-Bruxelles, RTBF award
- Flickerfest, Sydney, Australia - Miglior cortometraggio animato internazionale (Academy® Qualifying)
- Bengaluru International Short Film Festival (India) - Miglior animazione
- Festival Rencontres de Digne Les Bains - Grand Prix
- Festival Cine Jeunes de L'Aisne - Grand Prix
- Stop Cadru International Film Festival (Romania) - Audience award

## Festival
- BIAF, Bucheon, Corea del Sud
- Zinebi, Bilbao, Spagna
- Animateka, Ljubiana, Slovenia
- Tous Cours, Aix en Provence, Francia
- Buenos Aires International Independent Film Festival (BAFICI)
- Festival du Film de Cabourg, Francia
- Mecal International Short Film Festival, Spagna
- Cinanima - Portogallo
- New York Film Week, USA (NY)
- Raindance Film Festival, Londra, Regno Unito
- American French Film Festival, USA (LA)
- Taichung International Animation Festival (TIAF), Taiwan